# Lathrothele mitonae
Espèce
Lathrothele mitonae est une espèce d'araignées mygalomorphes de la famille des Ischnothelidae.

## Distribution
Cette espèce est endémique du Gabon. Elle se rencontre entre Lambaréné et Ndjolé.

## Description
La carapace du mâle holotype mesure 2,02 mm de long sur 2,10 mm.

## Étymologie
Son nom d'espèce lui a été donné en référence au lieu de sa découverte, la Mitone.

## Publication originale
- Bäckstam, Drolshagen & Seiter, 2013 : A new species of the African spider genus Lathrothele Benoit, 1965 (Araneae: Dipluridae) from Gabon. Arachnology, vol. 16, no 2, p. 68-72 (texte intégral).